# Deewangee
Deewangee è un film indiano del 2002 diretto e da Anees Bazmee.